# Phyllanthus urbanianus
Phyllanthus urbanianus là một loài thực vật có hoa trong họ Diệp hạ châu. Loài này được Mansf. miêu tả khoa học đầu tiên năm 1933.